# Baja California (Bundesstaat)
Der mexikanische Bundesstaat Baja California ([ˈbaxa kaliˈfoɾnja] ⓘ, deutsch Niederkalifornien), offiziell Freier und Souveräner Staat Baja California (spanisch Estado Libre y Soberano de Baja California), ist der nördlichste und westlichste der 31 Bundesstaaten Mexikos. Die südliche Hälfte der gleichnamigen Halbinsel Niederkalifornien wurde 1974 abgetrennt und in den Bundesstaat Baja California Sur umgewandelt.

## Geographie
Das nördlich der Halbinsel liegende Gebiet grenzt im Osten an den mexikanischen Bundesstaat Sonora und im Norden an die US-Bundesstaaten Kalifornien und Arizona. Im Westen befindet sich der Pazifische Ozean und im Osten vor der Halbinsel der Golf von Kalifornien. Durch seine westliche Lage und die wirtschaftliche Nähe zu den USA ist dieser Bundesstaat der einzige in Mexiko, der in der Zeitzone UTC-8 liegt.
Baja California bedeckt eine Fläche von 69.921 km² und hat eine Einwohnerzahl von über 3,3 Millionen Menschen (Stand: 2015). Sie leben nahezu ausschließlich im äußersten Norden des Bundesstaates an der Grenze zu den Vereinigten Staaten. Bevölkerungszentren sind die Hauptstadt des Staates Mexicali und die größte Stadt Baja Californias Tijuana, beide mit bedeutenden Grenzübergängen zu den USA. Die eigentliche Halbinsel ist extrem dünn besiedelt.
Der Bundesstaat wird durch die von Nord nach Süd verlaufenden Gebirgskette Sierra San Pedro Mártir geprägt, einem Teil der von Südkalifornien bis zur Spitze der Halbinsel durchgehenden Peninsular Ranges. Zur Sierra gehört mit dem Picacho del Diablo (3096 m) der höchste Gipfel von Baja California. Die Berge nehmen fast das gesamte Gebiet der Halbinsel ein und sind fast unbewohnt, selbst kleine Siedlungen liegen fast ausschließlich in den schmalen Küstenstreifen.
Mit einem Wert von 0,803 erreicht Baja California 2015 den 5. Platz unter den 31 Bundesstaaten Mexikos im Index der menschlichen Entwicklung.

## Geschichte

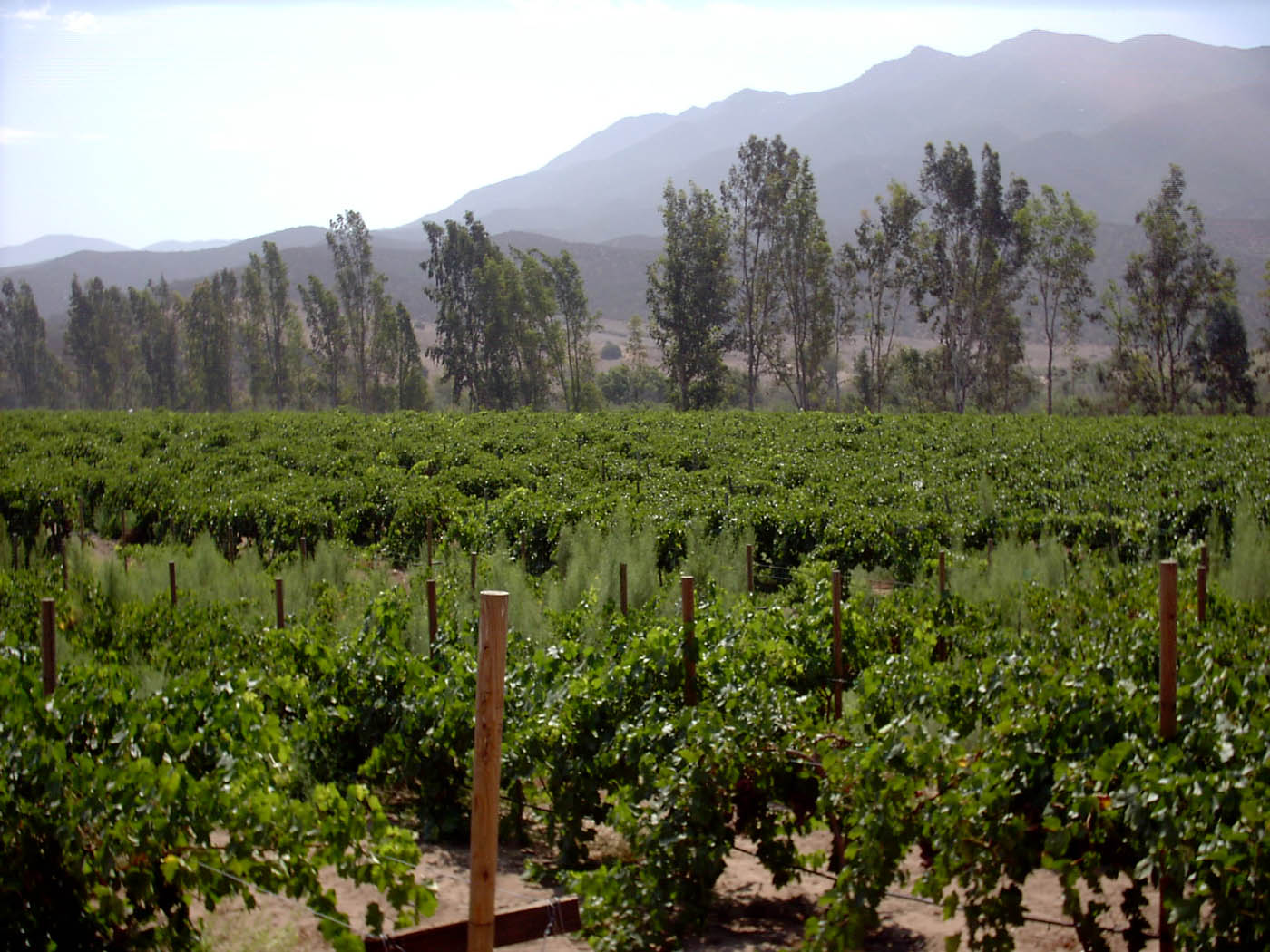
Weinfeld südlich von Ensenada

Zur Geschichte der Region bis zur Mitte des 19. Jahrhunderts, siehe Kalifornien (historische Landschaft).
Im Jahr 1804 wurde Kalifornien, das zum spanischen Vizekönigreich Neuspanien gehörte, in zwei administrative Gebiete, das nördliche Ober- und das südliche Niederkalifornien, geteilt.  Im Mexikanischen Unabhängigkeitskrieg von 1810 bis 1821 erreichten die Mexikaner die Unabhängigkeit von Spanien.
Im Mexikanisch-Amerikanischen Krieg wurde der Nordteil Kaliforniens 1846 von den USA besetzt und dann 1848 mit dem Vertrag von Guadalupe Hidalgo den USA überlassen; bis 1857 gab es Annexionsabsichten für den Südteil. Nach der Trennung entwickelten sich das US-amerikanische Oberkalifornien (Kalifornien) und das mexikanische Niederkalifornien (Baja California) unabhängig voneinander. Die südliche Hälfte der Halbinsel Niederkalifornien wurde 1974 abgetrennt und in den Bundesstaat Baja California Sur umgewandelt.
In Baja California wurde 1996 ein 100.000 m² großes Gebiet zum bis dahin größten Filmstudio der amerikanischen Westküste umgebaut. Gedreht wurden dort damals große Teile von James Camerons Film „Titanic“.

## Bevölkerung
Die Bevölkerung wächst sehr schnell. Seit 1990 hat sich die Bevölkerung knapp verdoppelt und seit 1950 mehr als verzehnfacht.
| Jahr | Einwohnerzahl |
| ---- | ------------- |
| 1950 | 226.965       |
| 1960 | 520.165       |
| 1970 | 870.421       |
| 1980 | 1.177.886     |
| 1990 | 1.660.855     |
| 1995 | 2.112.140     |
| 2000 | 2.487.367     |
| 2005 | 2.844.469     |
| 2010 | 3.155.070     |
| 2015 | 3.315.766     |

## Politik

### Gouverneur
Die Regierung des Bundesstaates wird von einem direkt vom Volk gewählten Gouverneur (span.: Gobernador) geleitet. Aktuell ist dies Marina del Pilar Ávila Olmeda. Sie ist Nachfolgerin von Jaime Bonilla Valdez (Amtszeit 1. November 2019 – 31. Oktober 2021).
Die Zentralregierung wirkt stark in die Bundesstaaten hinein. Dies liegt in den vielfältigen Abhängigkeiten der Staaten von der Bundesregierung begründet, da diese den Staaten und Gemeinden einen Teil der Steuereinnahmen zuweist. Daneben haben die Ministerien Vertretungen (Delegaciones) in den Bundesstaaten, Regierungsbezirken und Gemeinden. Über diese werden Bundesmittel insbesondere für Sozialfürsorge und Entwicklungsprogramme vergeben.

### Städte und Gemeindebezirke

Municipios in Baja California

Der Bundesstaat Baja California gliedert sich in fünf Verwaltungsbezirke (spanisch municipios): 
- Ensenada
- Mexicali
- Tecate
- Tijuana
- Playas de Rosarito

Die Verwaltungsbezirke sind nach ihren Verwaltungszentren (Cabecera Municipal) benannt, denen auch die fünf größten Städte des Bundesstaates entsprechen. Die Verwaltungsbezirke sind in insgesamt 57 Ämter oder Landkreise (spanisch delegaciones) unterteilt, die sich aus 6938 Ortschaften zusammensetzen. Dazu zählen 61 Städte und urbane Siedlungen, vor allem aber Dörfer und ländliche Gemeinden (Pueblos) und Farmen (Ranchos, Haziendas).